# Мумија
Мумија је леш чији су кожа и органи сачувани намерно или случајним излагњем хемикалијама, великој хладноћи, врло малој влажности или недостатку ваздуха када тела потону у блатиште. На покушаје да се тело сачува наилази се широм света. Користе се два термина: мумифицирање и балзамовање, која упућују на смоле којима се тела облажу.
Стари Египћани су сматрали да њихов живот почиње тек након смрти, на „лепом западу”, у царству мртвих на западној обали Нила. Рођаци су стога умрлим, за дуги пут на други свет, давали храну, накит, намештај и многе друге ствари.
Мумије људи и других животиња су нађене на свим континентима. Оне су настале као резултат природне презервације услед неуобичајених услова, и као културни артефакт. Више од једног милиона животињских мумија је нађено у Египту, многе од којих су мачке. Многе од египатских животињских мумија су свети имиси, и радиоугљенично датирање сугерише да египатске ибисне мумије потичу из периода између 450. и 250. године п. н е.
Осим добро познатих мумија старог Египта, намерна мумификација је својствена за неколико старих култура у подручјима Америке и Азије са веома сувим климатским условима. Мумије пећине духова из Фалона, Невада у Северној Америци су прецизно датиране да потичу из доба од пре више од 9.400 година. Пре тог открића, најстарија позната намерно формирана мумија је била мумија детета, која је једна од Чинчорских мумија из Камаронске долине у Чилеу, која потиче од око 5050. године п. н. е. Најстарији познати природно мумификовани људски остаци су главе неколико људи од пре око 6.000 година, нађени 1936. године на локацији названој Инка Куева бр. 4 у Јужној Америци.

## Староегипатске мумије
| , | H |

| , | H |

Реч мумија потиче од лат. mumia, која је преузета из Персијског односно Арапског mūmiyyah (مومية) која значи битумен, како су је називали због црне коже коју су имале мумије.
Током египатског династичког периода сматрало се да мртви обитавају на небу, код звезде Северњаче, како се временом развио и култ Сунца, загробни живот се пребацује у подземље. Мртви су имали све потребе као и живи, па су покојнику у гроб полагани предмети намењени свакодневној употреби.
Начин мумифицирања се у старом Египту током времена мењао, али је сврха увек била да загробни живот добије материјалну форму, па је за наставак живота било неопходно сачувати тело од пропадања.
Египатски назив за мумификацију и место где се одвија мумификација је вабет (чисто место, место прочишћења). Сам процес је сматран опасним, нечистим и зато су вабети постављани у близини гробнице, уз некрополу или уз храмовски комплекс.
Вабет прати низ ритуалних радњи, најважнији је обред који се обавља испред гробнице, обред отварања уста који представља последњи чин пред сахрањивање мумије у гробну одају.
Мумија се усправља испред гробнице, а обред се обавља посебним инструментом у виду брадве. Свештеник додирује уста, руке и ноге мумије, чиме је постаје способна да прима храну и култ. Обред се обавља и у гробници где свештеник додирује инструментом све приказе самог покојника као и друге представе у самој гробници, као што су статуе и дводимензионалне представе.
Отварање уста представља оживљавање чула и обнављање живота.
У процес мумификације укључени су:
- Резач који отвара трбушну шупљину, вади органе. Пошто су они нечисти, овај посао обављали су припадници најнижег слоја друштва.
- Писар који надзире рад.
- Балсамер који изводи ритуалне радње, умотава тело у завоје, надзире све фазе, приликом обављања ритуала носи маску Анубиса.

Балсамери су били свештеници, вероватно уско везани за лекаре чија је функција претежно била наследна, они су запошљавали занатлије који израђују ковчеге, дрвене фигурине итд.
- Помоћни радници који су прали тело

У познијим периодима староегипатске мумија су се користиле за различите ствари попут производње папира, производње боја, прављење лекова, гориво и ђубрење земљишта.

## Староегипатске методе мумифицирања
Најједноставнији метод мумифицирања, који потиче из периода прве три династије, састојао се у завијању тела ланеним завојима, који су у каснијем периоду натапани смолом. Током четврте династије практикује се вађење органа које је требало да онемогући труљење тела. Ковчези су дрвени, покојници се постављају у опружени став. Овакав начин сахрањивања примењивао се током Старог краљевства.
Током другог миленијума п. н. е. уклањају се сви органи осим срца и бубрега, мозак се извлачи кроз нос специјалном металном алатком у виду куке, после чега се органи стављају у посебне посуде са раствором натријум карбоната. Тело се затим полагало у раствор кухињске соли, после чега се тело пунило мирисним смолама и зачинима. Тело се потом обмотавало завојима и постављало у ковчег. Овај процес трајао је 40 дана.
У Старом Египту су на исти начин као и људи, мумифициране и животиње. Најчешће су то биле мачке, мајмуни, ибиси и крокодили, који су се сматрали светим животињама.
Значајни подаци у истраживању мумифицираних људи и животиња добијају се антропометријским испитивањима, рендгенским снимцима, сецирањем, хистолошким и палеопатолошким анализама.

### Ритуал мумификације
Део погребног ритуала, који се протезао на преко 70. дана, представљала је мумификација леша. То је био задатак балзаматора. Њихов је посао започињао пражњењем лобање, затим је, кроз дугачак прорез у трупу, вађена већина унутрашњих органа који су чувани у посебним ћуповима. Потом се тело пунило смолом или уљем, натопљеним ланеним крпама, и рез би се завршио. Како би се из тела извукле све ткивне течности, оно би се неколико недеља држало у сувој натопљеној соли. На крају је тело, за своје путовање у царство мртвих, обављено дугим ланеним тракама.

### Балзаматор
Божанство Анубис, које се најчешће појављује као човек са псећом главом, има као балзаматор приликом мумификације значајну улогу у египатском култу мртвих. Осим тога, он је наводно задужен за то да мртве на другом свету снабдева храном.

### Ковчег за мумију
На лице умрлог, који је умотан уљем и смолом натопљене ланене траке, понекад је стављања маска на лице. Маска би имала улогу да спречи, да се лице услед употребљених супстанци распадне. Леш се након тога стављао у дрвени сандук који је био људског облика.

### Заштитна зона
Постоји и заштитна зона, 47 m дугачка Велика сала у Кеопсовој пирамиди. Требало је провалницима да онемогући пролаз до гробнице краља. Огромни камени блокови повезани копчама служили су да блокирају пролаз, док су масе шљунка, придржаване од лабавих конструкција греда, могле су да убију пљачкаше гробова.

## Мумифицирање у осталим деловима света
Осим у Египту, на мумифицирање се наилази и у северној и источној Аустралији, Меланезији, Полинезији, Индонезији, Индији, западној Африци, на Канарским острвима, Коднијаку и у Јужној Америци.
Поступак мумифицирања у Океанији, где су се на овај начин чувале главе непријатеља, одвијао тако што се глава потапала у раствор соли, после чега се сушила на диму и ветру. Оваквим поступком кости се смекшају, а запремина лобање се смањује за две трећине.
Сличан обичај јављао се и у прашумама Јужне Америке.